# Ioana Bulcă
Ioana Bulcă (7 de enero de 1936 – 9 de julio de 2025) fue una actriz de cine rumana, que apareció en veinte películas entre 1955 y 2007. Falleció el 9 de julio de 2025, a los 89 años.
Nació en Podari, Distrito de Dolj. Murió a los 89 años y fue enterrada en el Cementerio de Bellu.

## Filmografía seleccionada
- The Mill of Good Luck (1955) – Ana
- Mîndrie (1961) – Silvia
- A Woman for a Season (1969)
- Mihai Viteazul (1971) – Doamna Stanca
- Then I Sentenced Them All to Death (1972)
- Ciprian Porumbescu (1973) – Tereza Kanitz
- Vocea inimii (2006) – Lucreția
- Inimă de țigan (2007) – Afrodita
- Regina (2008) – Ludmila
- Restul e tăcere (2008) – Aristizza Romanescu
- Moștenirea (2010) – madre de Rodia
- O nouă viață (2014) – abuela de Vivi